# Aeroportul Shangrao Sanqingshan
Aeroportul Shangrao Sanqingshan (IATA: SQD, ICAO: ZSSR) este un aeroport din Jiangxi, Republica Populară Chineză ce deservește zona Shangrao⁠(d). Aeroportul a fost tranzitat în 2022 de 223.055 de pasageri. A fost deschis în 28 mai 2017 și numit după zona deservită.
aeroportul dispune de o singură pistă.